# Gondomar (Vila Verde)
Gondomar is een plaats (freguesia) in de Portugese gemeente Vila Verde en telt 87 inwoners (2001).